# Instituut voor Natuurkunde en Techniek van Moskou
Het Instituut voor Natuurkunde en Techniek van Moskou (Engels Moscow Institute of Physics and Technology of MIPT, Russisch: Московский Физико-Технический институт), is een van de toonaangevende Russische universiteiten op het gebied van theoretische en toegepaste natuurkunde, toegepaste wiskunde en aanverwante disciplines. De universiteit, informeel bekend als “Fiztech” (Физтех), werd oorspronkelijk opgericht in de Sovjet-Unie. 
De belangrijkste campus van het MIPT is gelegen in Dolgoproedny, een voorstad ten noorden van Moskou. Het departement Aerodynamica is echter gevestigd in Zjoekovski, ten zuidoosten van Moskou.
Verschillende Nobelprijswinnaars droegen bij tot de oprichting van de universiteit of gaven er les, en onder meer Pjotr Kapitsa, Nikolaj Semjonov, Vitali Ginzburg, Aleksandr Prochorov, Andre Geim, Konstantin Novoselov en Lev Landau. Ook vooraanstaande politici, zakenlui en kosmonauten zijn met de universiteit verbonden. 
Het instituut publiceerde in 2017 baanbrekend onderzoek bij de ontwikkeling van nieuwe moleculaire structuren voor geneesmiddelen, met behulp van generatieve antagonistennetwerken.